# TM-44
La TM-44 fu una mina anticarro sovietica di forma circolare impiegata dall'Armata Rossa durante la seconda guerra mondiale.

## Storia
Il precedente modello TM-41 fu ampiamente utilizzato tra il 1941 e il 1942, ma la produzione fu interrotta a causa della mancanza di metallo, tuttavia nel 1944 la situazione migliorò e la disponibilità di metalli riprese e così iniziò la produzione del TM-44, che è simile al modello precedente, ma pesa di più ed ha una carica maggiore.
La produzione della mina cessò nel 1946 dopo l'adozione della mina TM-46.

## Caratteristiche
La cassa della mina era costituita da un cilindro corto con l'intera superficie superiore utilizzata come piastra a pressione. La mina era normalmente dipinta di verde oliva.
Una pressione da 140 a 260 chilogrammi sulla piastra a pressione superiore ne provoca la flessione verso il basso, lasciando così scoperta la spoletta che tramite il peso applicato veniva facilmente attivata e così le sfere di bloccaggio della stessa vanno fuori posizione a causa della pressione, rilasciando un percussore che innesca un detonatore, poi un booster e infine la carica principale dell'ordigno che dava il via ad un'immediata deflagrazione.